# Леон Барсак
Леон Барсак (фр. Léon Barsacq; 5 (18) жовтня 1906, Карасубазар, Російська імперія, тепер Крим — 23 грудня 1969, Париж, Франція) — французький художник-постановник та художник по костюмах російського походження. Брат художника, кінорежисера і сценариста Андре Барсака.

## Походження
Леон Барсак народився в Криму, де провів дитинство на узбережжі Чорного моря. Його батько, Жозеф Барсак, французький інженер-агроном із землевласницької родини з Ланд, запроваджував новітні методи обробки виноградників у регіоні. Після передчасної смерті Жозефа у 33-річному віці мати Леона, Ольга, уродженка родини російських політичних емігрантів, повернулася з двома синами до Франції.
Леон Барсак підтримував тісні стосунки зі своїм молодшим братом Андре Барсаком, різниця в віці яких два роки, і разом вони обрали мистецький шлях.

## Навчання
У Парижі Леон Барсак навчався в Ліцеї Генріха IV, а з 1922 року продовжив освіту на архітектурному факультеті Вищої національної школи декоративного мистецтва. Він виявляв особливий інтерес до драматичної реконструкції під керівництвом Жака Копо. Одночасно захоплювався російською секцією Театру Міжнародної виставки 1925 року, а також хореографічними та ліричними сезонами трупи Сержа Дягілєва, художником якої був Леон Бакст, близький до родини Барсак (дядько його невістки Міли Клячко).
Закінчив Паризьку школу декоративного мистецтва за спеціальністю «архітектор».

## Кар'єра
З 1931 по 1938 рік Леон Барсак працював асистентом у Робера Гі та свого брата Андре. На початку кар'єри співпрацював над низкою фільмів, зокрема «Паризькі пісні» (1934) Жака де Баронселлі, «Майстер на всі руки» (1935) Жана Древіля та «Зчеплення» (1936) Раймона Бернара. У 1938 році Жан Ренуар доручив йому створення декорацій для фільму «Марсельєза».
Леон Барсак був видатним французьким художником-постановником, який здобув визнання завдяки своєму таланту створювати виразні, атмосферні та історично достовірні декорації для кінофільмів різних жанрів — від комедій і драм до масштабних історичних реконструкцій. Його майстерність вирізнялася здатністю точно передавати дух епохи та створювати сценічний простір, що посилював драматургію кожної картини. Найвідомішими його роботами цього періоду стали декорації до фільмів «Діти раю» (1943) Марселя Карне та «Паризькі таємниці» (1943) Жака де Баронселлі. Як вірний співробітник Рене Клера, він створював декорації для всіх його фільмів — від «Мовчання — це золото» (1947) до «Двох голубів» (1962).
Серед найвідоміших робіт Барсака — декорації до таких фільмів, як «Boule-de-suif» (1945) режисера Крістіана-Жака, екранізація за мотивами новели Гі де Мопассана; «Ідіот» (1946) Жоржа Лампена за романом Федора Достоєвського; «Білі лапи» (1948) Жана Гремійона, де його декорації передавали атмосферу провінційної Бретані; трилер «Дияволиці» (1955) Анрі-Жоржа Клузо, в якому завдяки роботі Барсака було створено напружену, моторошну атмосферу; а також «Пригоди Тіля Уленшпігеля» (1955) Жерара Філіпа, що вимагав масштабних історичних декорацій.
У 1962 році Леон Барсак був номінований на премію «Оскар» за найкращу роботу художника-постановника за фільм «Найдовший день» (The Longest Day), що розповідав про висадку союзників у Нормандії під час Другої світової війни. Його внесок у створення реалістичної та переконливої атмосфери фільму високо оцінили як у Франції, так і у США.
Окрім практичної роботи в кіно, Барсак зробив значний внесок у теоретичну та освітню сферу кінематографа. У 1970 році він опублікував фундаментальну працю «Декорації в фільмі: 1895—1969» (Le Décor de film: 1895—1969) у видавництві Éditions Seghers, яка стала однією з перших комплексних робіт, присвячених історії та практиці художнього оформлення у кінематографі роботою Барсака, що було викладено посмертно у 1970 році. Викладав кінодекор в Інституті вищих кінематографічних студій до кінця життя. Останньою роботою Барсака стала робота в фільмі «Федра» 1968, режисера П. Журдана.
Помер 23 грудня 1969 року в Парижі.
Леон Барсак — батько Іва Барсака (1931, Франція — 2015, Італія) — французького актора, що зіграв ролі другого плану в понад 170 фільмах і телесеріалах.

## Вибрана фільмографія
- 1934: «Пісні Парижа»
- 1935: «Майстер на всі руки» Жана Древіля
- 1935: «Марміль» Домініка Бернар-Дешама
- 1937: «Винні» Раймонда Бернарда
- 1937: «Південна пошта П'єра Білона»
- 1937: «Йосівара» Макса Офюльса
- 1938: «Марсельєза» Жана Ренуара
- 1938: «Я був шукачем пригод» Реймонда Бернара
- 1940: «Серцебиття» Анрі Декуена
- 1943: «Літнє світло» Жана Гремійона
- 1943: «Паризькі таємниці» Жака де Барончеллі за романом Ежена Сю
- 1945: «Діти раю» Марселя Карне
- 1945: «Буль де Суїф» Крістіана Жака за Гі де Мопассаном
- 1946: «Ідіот» Жоржа Лампіна за мотивами Федора Достоєвського
- 1947: «Мовчання — золото», Рене Клемана
- 1948: «Остання відпустка» Роджера Лінхардта
- 1948: «Вічний конфлікт» Жоржа Лампіна
- 1949: «Білі лапи» Жана Гремійона
- 1950: «Скляний замок» Рене Клемана
- 1951: «Дві фіалки» Жана Ануя
- 1952: «Красуні ночі» Рене Клера
- 1952: «Імперські фіалки» Річарда Поттьє
- 1952: «Одинадцята година пробила» Джузеппе Де Сантіс
- 1953: Їхня остання ніч, Жорж Лакомб
- 1953: «Дама з камеліями» Раймонда Бернара за мотивами твору Олександра Дюма- молодшого
- 1953: «Краса Кадіса» Раймонд Бернар
- 1954: «Велика гра» Роберта Сіодмака
- 1955: «Плоди літа» Реймонда Бернарда
- 1955: «Bel Ami» Луї Дакена
- 1955: «Великі маневри» Рене Клера
- 1955: «Дияволики» Анрі — Жоржа Клузо
- 1956: «Дочка посла» Нормана Красни
- 1956: «Пригоди Тілля Пустотника» Жерара Філіпа та Джоріса Івенса
- 1956: «Мішель Строгоф» Карміни Галлоне за мотивами Жуля Верна
- 1957: «Porte des Lilas» Рене Клера
- 1957: «Пот-Буй» Жюльєна Дювів'є за мотивами Еміля Золя
- 1959: «Шкільний шлях» Мішеля Буарона за мотивами Марселя Еме
- 1960: «Рабуйез» Луї Дакена за мотивами Оноре де Бальзака
- 1960: «Прохання про помилування» Ласло Бенедека
- 1961: «Усе золото світу» Рене Клера
- 1962: «Найдовший день» Кена Аннакіна, Ендрю Мартона та Бернхарда Вікі
- 1962: «Чотири істини»
- 1962: «Хрест живих» Івана Говар
- 1963: «Симфонія для різанини»
- 1964: «Образа» Бернхарда Вікі
- 1965: «Три кімнати на Мангеттені» Марселя Карне
- 1967: «Я вбив Распутіна» Роберта Оссейна
- 1967: «Диявольськи ваша» Жульєна Дювів'є
- 1968: «Федра» П'єра Журдана

## Нагороди
- 1963 — Номінант на премію «Оскар» за найкращу роботу художника-постановника (ч/б фільми) («Найдовший день» з Тедом Хавортом і Вінсентом Корда)